# ألكسندر بوب (تنس)
ألكسندر بوب (بالألمانية: Alexander Popp) مواليد 4 نوفمبر 1976 في هايدلبرغ، هو لاعب كرة مضرب ألماني سابق بدأ مسيرته كمحترف سنة 1997 وكان يلعب باليد اليمنى، اعتزل اللعب في 2005. أعلى تصنيف له في الفردي كان المركز الـ 74 في سنة 2000. وصل إلى الدور ربع النهائي من بطولة ويمبلدون في 2000 و2003 بينما وصل إلى الدور الرابع في 2004.

## روابط خارجية
- ألكسندر بوب على موقع رابطة محترفي التنس (الإنجليزية)
- ألكسندر بوب على موقع الاتحاد الدولي لكرة المضرب (الإنجليزية)
- ألكسندر بوب على موقع خلاصة التنس.كوم (الإنجليزية)